# Obwód Zdołbunów Armii Krajowej
Obwód Zdołbunów – jednostka terytorialna Związku Walki Zbrojnej, a następnie Armii Krajowej. Operowała na terenie powiatu zdołbunowskiego i nosiła kryptonim „Brzeg”.
Obwód Zdołbunów wchodził wraz z Obwodem Równe AK i Obwodem Kostopol AK w skład Inspektoratu Rejonowego Równe Okręgu Wołyń („Konopie”).

## Skład
- Odcinek Witoldówka
- Odcinek Mizocze
- Odcinek Ostróg

## Komendanci Obwodu
- ppor. Ryszard Kowalski ps. Benga (? – lato 1943[2],) → aresztowany